# Gordan Ciprić
Gordan Ciprić (Zagreb, 30. ožujka 1965.) bivši je hrvatski nogometaš, a sada nogometni trener. Trenutno obavlja funkciju pomoćnika izbornika crnogorske nogometne reprezetacije kao član stožera Roberta Prosinečkog.

## Životopis
Rođen je 30. ožujka 1965. godine u Zagrebu. Završio je Kineziološki fakultet u Zagrebu. Jedan je od prvih profesora nogometa u Hrvata (uz Vatroslava Mihačića, Branka Ivankovića i Milivoja Bračuna). Uz fakultetsko obrazovanje nositelj je i UEFA Pro licence.

### Igračka karijera
Tijekom svoje karijere igrao je u Hrvatskoj, Njemačkoj i Belgiji. Igrao je u HNK Šibeniku, NK Inter-Zaprešiću, NK Zagrebu, Metalcu, Sondershausenu, W. Nordhausenu, Borussiji, te belgijskom Union Namuru. Kao mladić igrao je u mlađim kategorijama Dinama i Hajduka. Igrao je na poziciji veznog igrača. Aktivno je igrao nogomet od 1983. do 1998.

### Trenerska karijera
Na početku trenerske karijere vodio je omladinske momčadi Dinama od 1998. do 2000.,a zatim odlazi kao individualni trener Roberta Prosinečkog u FC Portsmouth i Standard Liège te tamo ostaje do 2002. godine.
U sezoni 2003./2004. postaje pomoćni trener Nikoli Jurčeviću u Dinamu. Kao član Dinamovog stručnog stožera osvaja hrvatski Kup 2004.
U sezoni 2004./2005. imenovan je pomoćnim trenerom Nikoli Jurčeviću u Slaven Belupu.
Potom samostalno vodi HAŠK i NK Hrvatski dragovoljac. Krajem 2009. godine sjeda na klupu NK Zagreba kao pomoćni trener Ivi Šušku, da bi 2011. postao glavni trener NK Zagreba. Također je obnašao funkciju pomoćnika izbornika mlade hrvatske reprezentacije (U21) te imao funkciju skauta hrvatske nogometne reprezentacije na EP 2008. i EP 2012. Kao skaut Hrvatske i suradnik Slavena Bilića pratio je reprezentaciju Irske, Engleske, Grčke, Poljske i Turske.
U ožujku 2012. nakon dvije godine u NK Zagrebu (2010. – 2012.) napušta funkciju glavnog trenera i odlazi iz kluba. U sezoni 2011./2012. uveo je klub u polufinale Kupa pobjedom protiv Hajduka, koji je tada vodio Krasimir Balakov.
U listopadu 2012. imenovan je pomoćnim trenerom Roberta Prosinečkog u turskom Kayserisporu. Početkom 2014. napušta Kayserispor zajedno s Robertom Prosinečkim.
Dana 4. prosinca 2014. imenovan je pomoćnikom izbornika u Azerbajdžanskoj nogometnoj reprezentaciji. Krajem listopada 2017. godine objavljeno je da Robert Prosinečki i njegov stožer napuštaju Azerbajdžan.
Početkom 2018. godine imenovan je pomoćnikom izbornika u reprezentaciji Bosne i Hercegovine, kao član stožera Roberta Prosinečkog. Početkom prosinca 2019. Prosinečki i njegov stožer odlaze iz Bosne i Hercegovine nakon sporazumnog raskida s nogometnim savezom Bosne i Hercegovine. U svom mandatu osvojili su skupinu B Lige nacija i time osigurali dodatne kvalifikacije za Europsko prvenstvo 2020. U dodatnim kvalifikacijama nisu vodili reprezentaciju Bosne i Hercegovine.
U prosincu 2019. imenovan je pomoćnim trenerom Roberta Prosinečkog u turskom Kayserisporu. Istu funkciju u Kayserisporu obnašao je i od 2012. do 2014., također kao član stožera Roberta Prosinečkog. U kolovozu 2020. zajedno s Prosinečkim odlazi iz Kayserispora.
10. kolovoza, svega četiri dana nakon odlaska iz Kayserispora imenovan je pomoćnim trenerom Roberta Prosinečkog u turskom Denizlisporu.
U ožujku 2022. imenovan je pomoćnim trenerom u ljubljanskoj Olimpiji, kao član stožera Roberta Prosinečkog. Službeno je napustio Olimpiju zajedno sa Robertom Prosinečkim 1. srpnja 2022. godine.
U lipnju 2023. imenovan je pomoćnim trenerom u Rudešu, kao član stožera Roberta Prosinečkog. Klub se u sezoni 2023./2024. natječe u SuperSport HNL-u.
U veljači 2024. imenovan je pomoćnikom izbornika Crnogorske nogometne reprezetacije kao član stožera Roberta Prosinečkog.

## Vanjske poveznice
- Gordan Ciprić na transfermarkt.co.uk
- http://sportske.jutarnji.hr/cipric---irci-stvaraju-zid-koji-je-tesko-probiti-/1030848/  Arhivirana inačica izvorne stranice od 1. lipnja 2012. (Wayback Machine)
- http://www.novilist.hr/Sport/Nogomet/Bijeli-nisu-izasli-iz-tunela
- http://www.index.hr/sport/clanak/ivo-susak-imenovao-strucni-stozer/536479.aspx
- http://prvaliga.tportal.hr/150659/Pavlovic-odstupio-s-klupe-NK-Zagreba.html#.UGX-940geE0  Arhivirana inačica izvorne stranice od 28. rujna 2011. (Wayback Machine)
- http://www.hrsport.net/vijesti/425522/nogomet-1-hnl/gordan-cipric/  Arhivirana inačica izvorne stranice od 31. listopada 2014. (Wayback Machine)
- http://www.kayserispor.org.tr/tur/ateknik.asp  Arhivirana inačica izvorne stranice od 14. listopada 2012. (Wayback Machine)